# Országház
Országház, v doslovném překladu Zemský nebo Státní dům, je sídlo Maďarského parlamentu v Budapešti, a jedna z dominant města. Je jedním z národních symbolů Maďarska a jednou z nejstarších vládních budov v Evropě. Po roce 1989 rovněž symbolizuje návrat Maďarska ke svobodě a demokracii. Od roku 1987 je s dalšími budapešťskými památkami zapsán na seznam UNESCO. Je třetí největší parlamentní budovou na světě a největší v Maďarsku.
Budova je jednou z hlavních turistických atrakcí maďarské metropole. Pokud neprobíhají zasedání sněmovny, je otevřená pro veřejnost. Ročně ji navštíví okolo půl milionu turistů. Je zde vystavena Svatoštěpánská koruna.

## Poloha
Országház leží v Budapešti na nábřeží Dunaje, přesněji na pešťské straně města, severně od historického centra Budapešti. Severně od něj je proti proudu Dunaje Markétin most (Margit híd) a jižně potom most řetězový (Széchenyi lánchíd).
Hlavní průčelí budovy je obráceno směrem k řece, ale hlavní vchod je z náměstí Kossuth Lajos tér. Velkolepá budova a přilehlé náměstí mají celkovou rozlohu 65 000 m2. Poblíže je stanice druhé linky metra Kossuth Lajos tér.

## Historie

### Projekt stavby

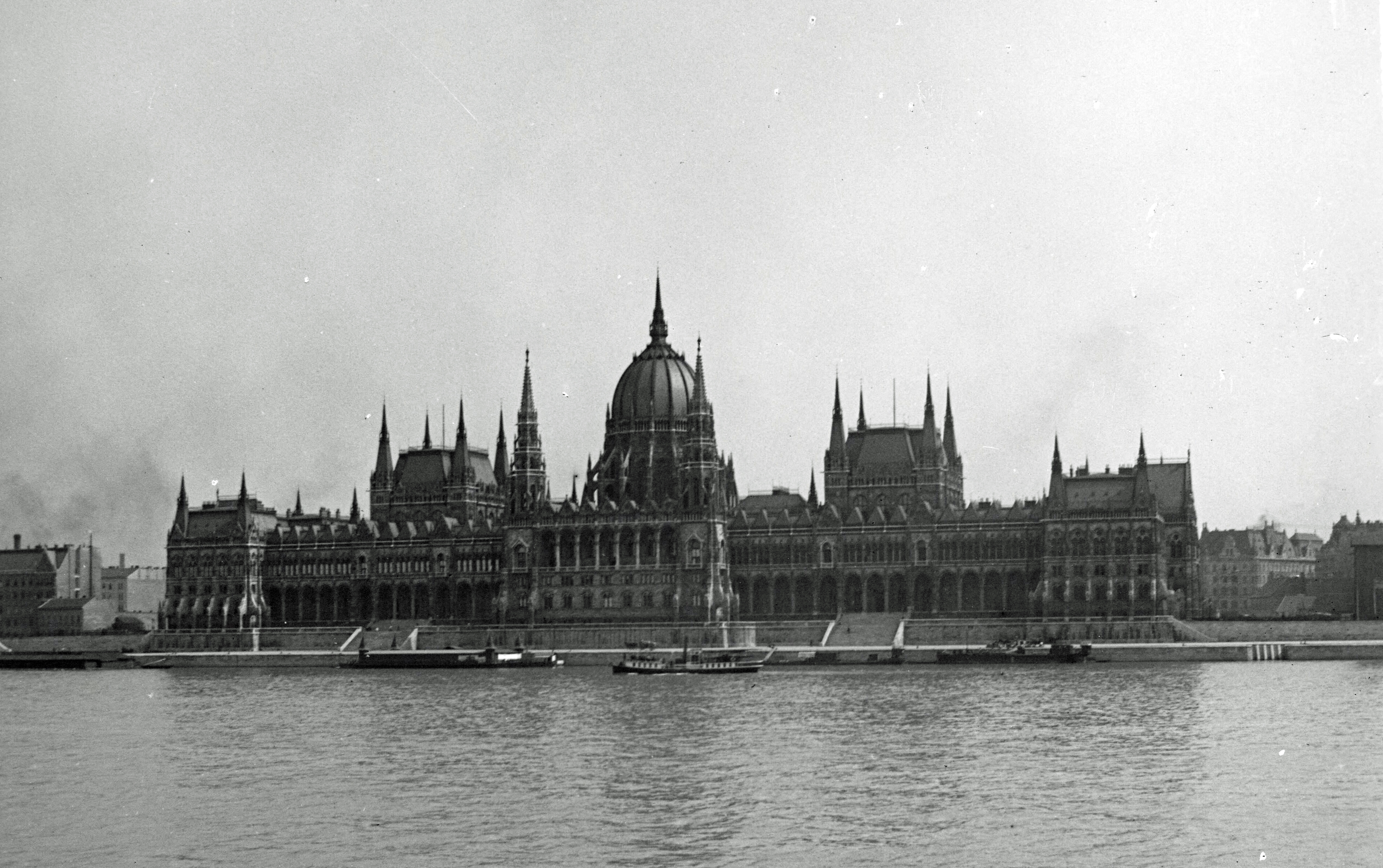
Budova parlamentu na historické fotografii.

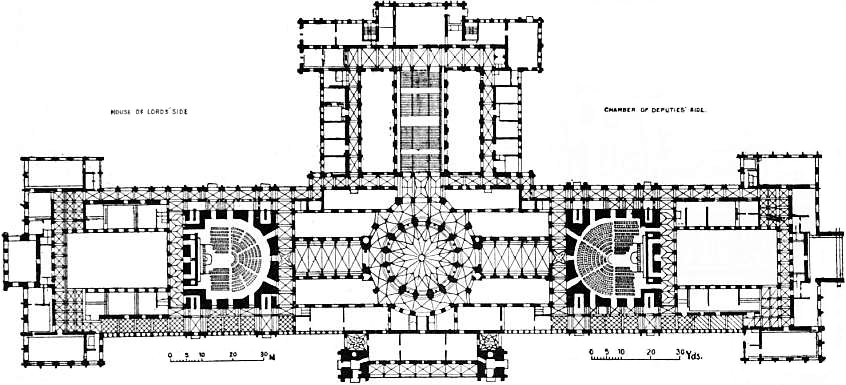
Půdorys budovy.

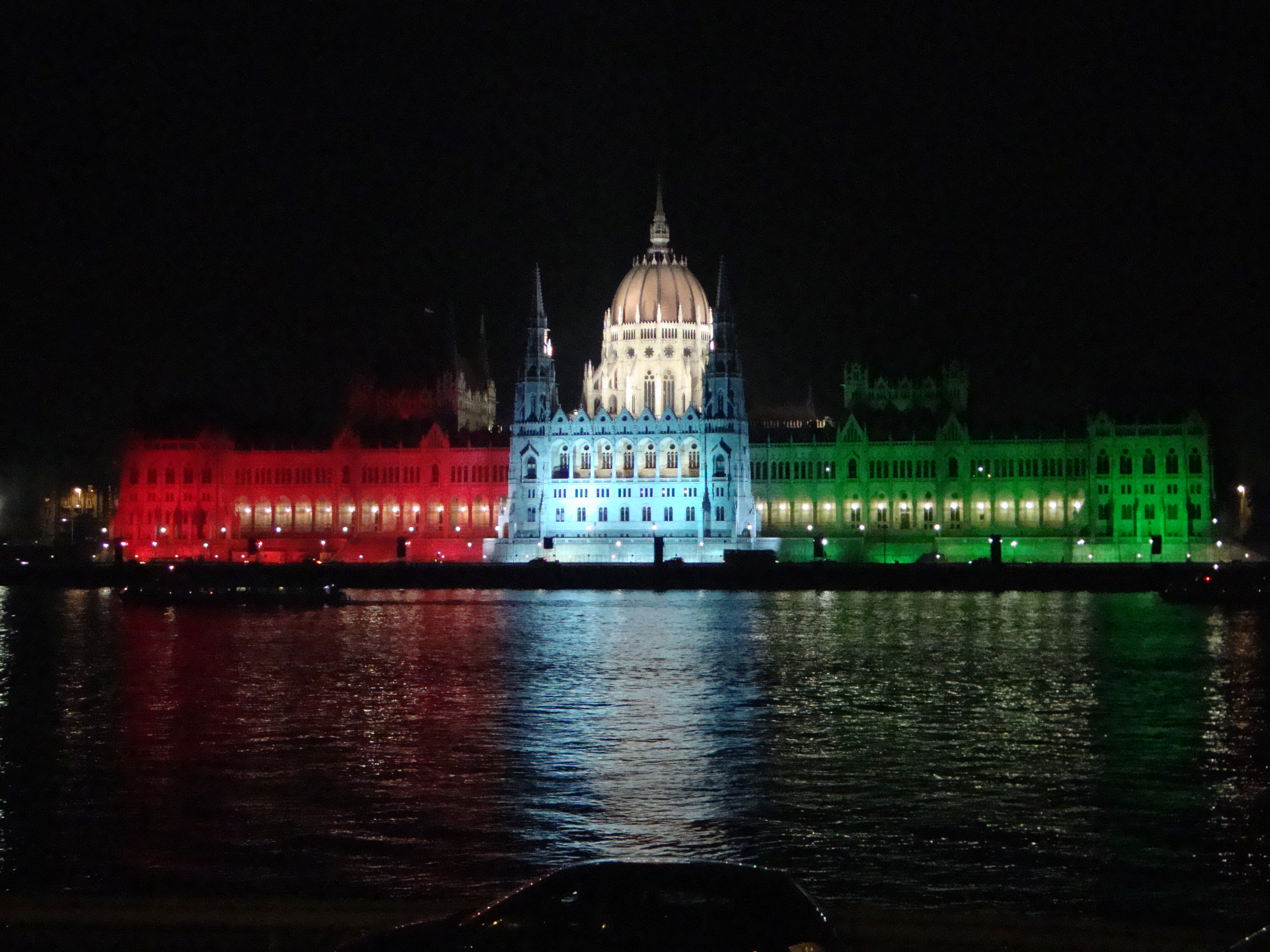
Budova nasvícená v maďarských národních barvách.

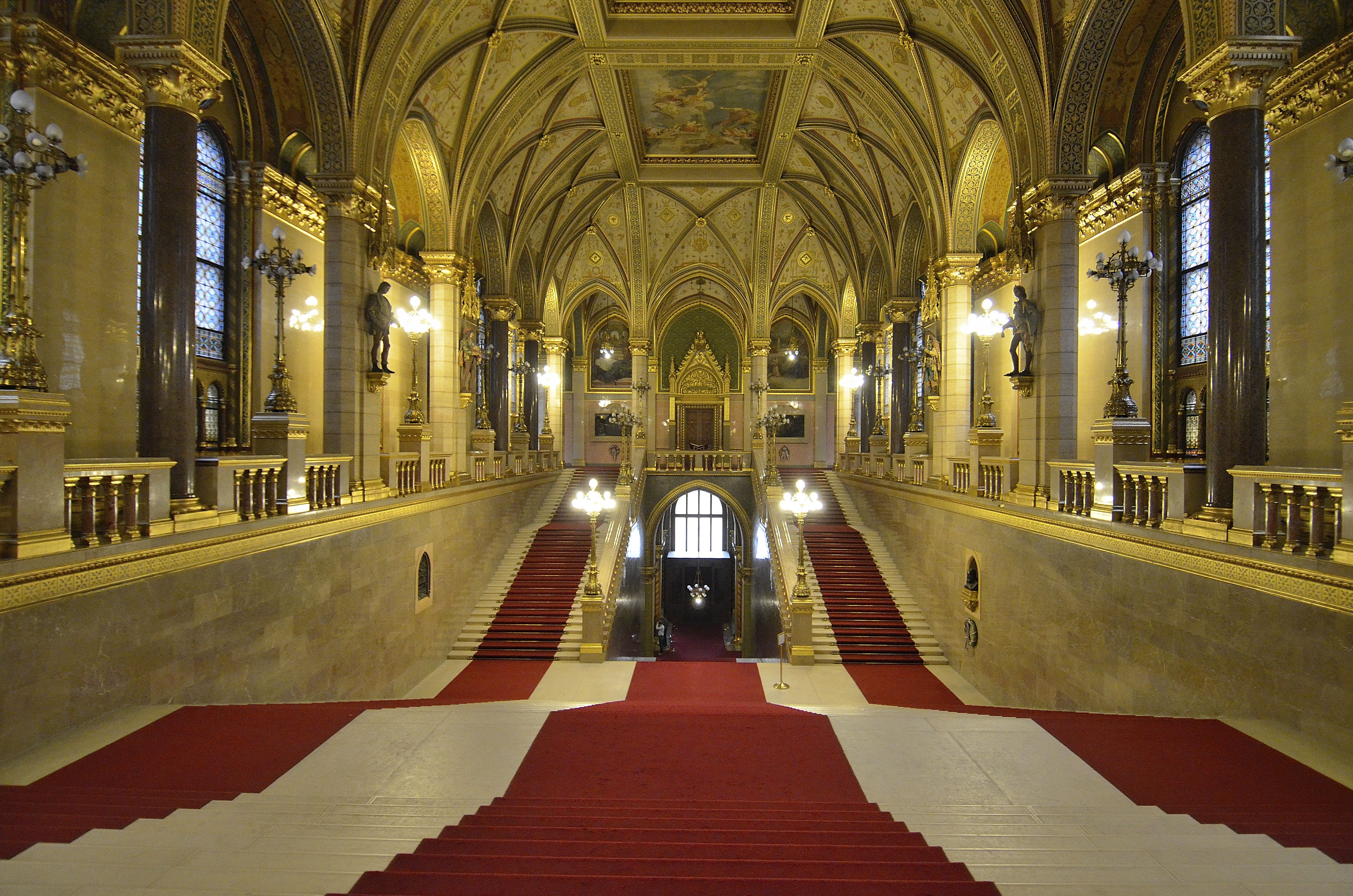
Schodiště uvnitř budovy.

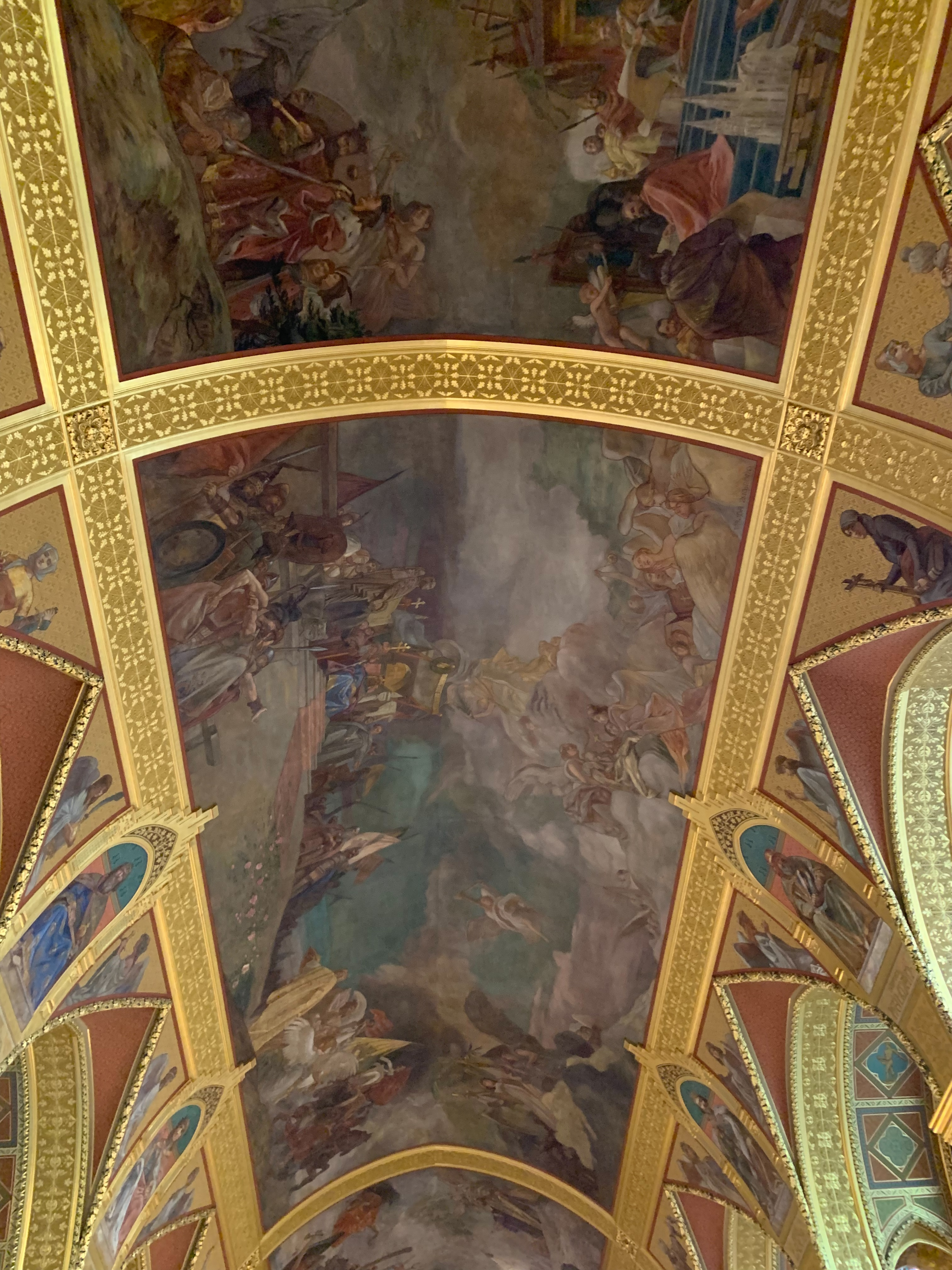
Stropní malby.

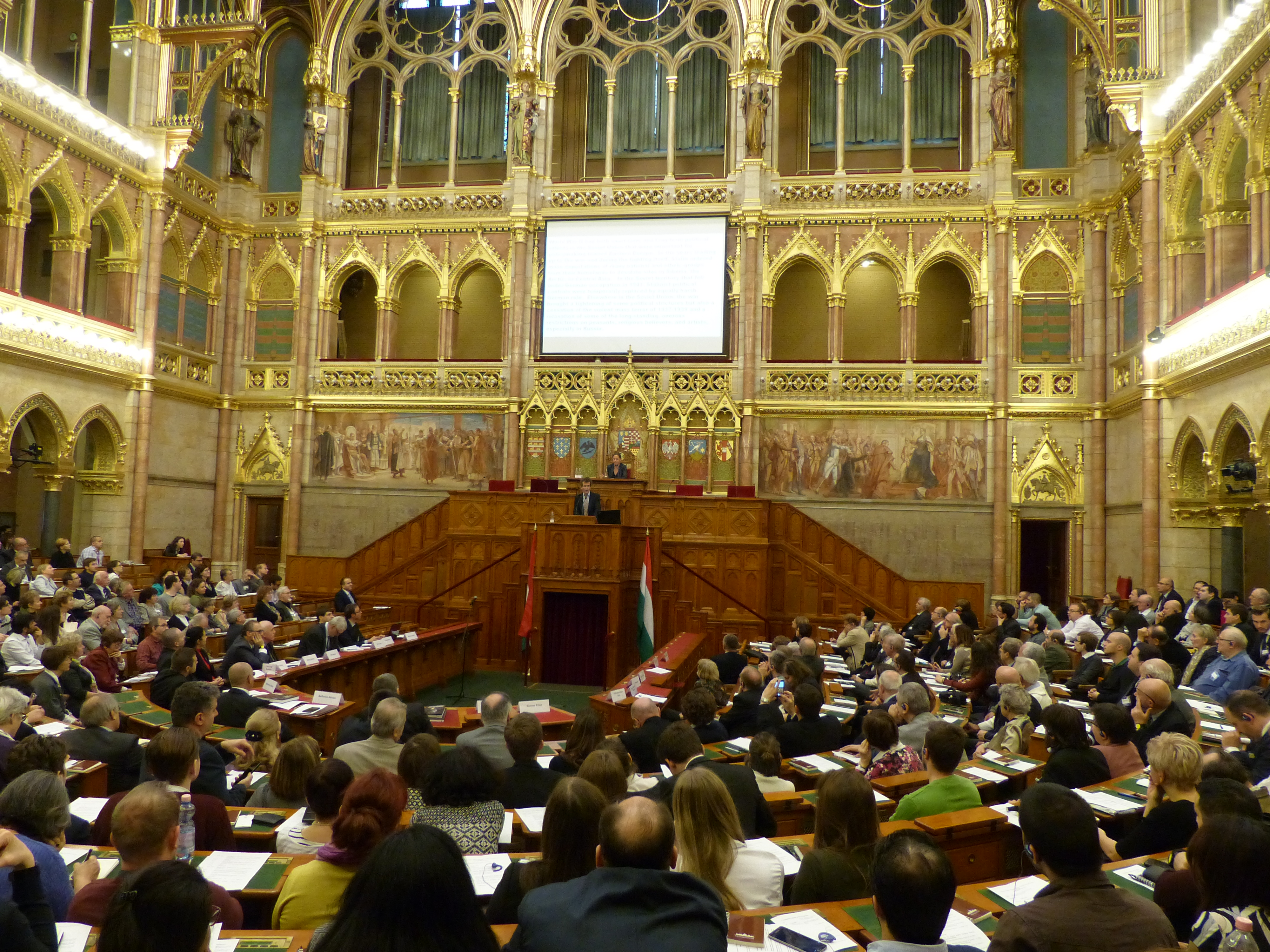
Jednací sál sněmovny.

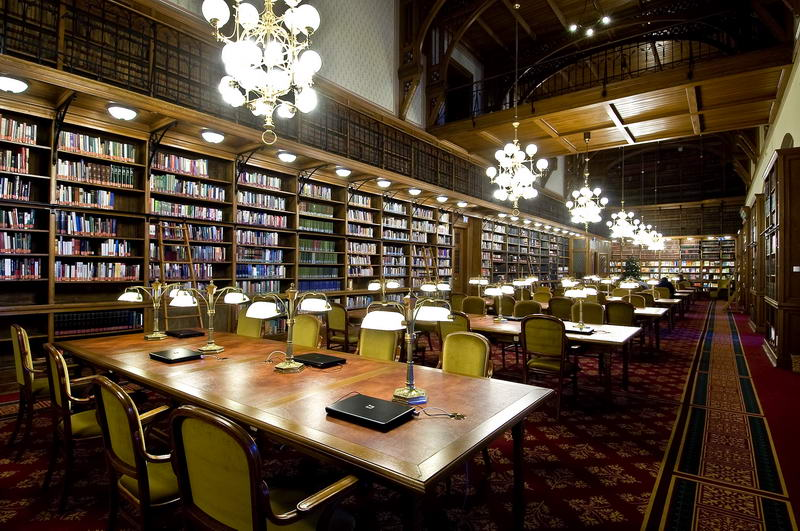
Interiér parlamentní knihovny.

Přesun hlavního města z Bratislavy (tehdy čeky Prešpurk, německy Pressburg, maďarsky Pozsony) do Pešti znamenal potřebu vzniku reprezentativního sídla uherského parlamentu (sněmu). V roce 1844 proto byla vypsána první architektonická soutěž a ustanovena komise, vše nicméně zhatil revoluční rok 1848/1849 a následně Bachův absolutismus.
Po skončení Bachovy éry se uherský zemský sněm od roku 1861 znovu zabýval otázkou výstavby nové parlamentní budovy v Pešti. Zakázku získal architekt Ferenc Wieser, ale stavba opět ztroskotala. V roce 1865 bylo známému maďarskému architektovi Miklósi Yblovi konečně umožněno naplánovat novou provizorní budovu zemského parlamentu. Ta dodnes existuje a sídlí zde Italský institut. Nicméně, potřeba reprezentativního sídla odpovídající roli a velikosti Uher i nadále existovala. Po spojení tří měst do jednoho celku v roce 1873 byla stále více na pořadu dne. 
Vypsána proto byla veřejná soutěž. Do ní se přihlásilo celkem 19 uchazečů, většinou domácích, neboť významní světoví architekti v té době připravovali návrh pro obdobnou soutěž pro Reichstag v Berlíně. Z množství návrhů byl vybrán dne 24. února 1883 návrh architekt Imreho Steindla. Podmínkou soutěže byla výstavba z domácích (uherských) materiálů. Dalším požadavkem byla lokalita, budova mohla být umístěna buď v ose Dunaje, nebo kolmo k němu.
Odmítnuté návrhy nicméně neskončily v koši; byly realizovány ale na jiných místech a s jiným využitím. Tak vznikly např. budovy justičního paláce (resp. Etnografické muzeum) a Ministerstvo zemědělství. Většina soutěžních návrhů byla v novorenesančním stylu, a to včetně návrhů Otto Wagnera, který byl připraven ve spolupráci s dalšími dvěma uherskými partnery a firmou Fellner & Helmer. 
Uskutečněný návrh byl v novogotickém stylu. Jako vzor posloužil Westminsterský palác, sídlo britského parlamentu v Londýně. Jsou zde ale i prvky baroka a renesance. Barokní je půdorys stavby, venkovní prvky mají historizující podobu a odkazují na gotiku a na renesanci odkazuje výtvarná podoba stropů. Hlavní inspirací pro Steindla byla nicméně vídeňská novogotika, a to v podobě od Friedricha von Schmidta. Až na několik ze Španělska dovezených červených mramorových bloků se podařilo splnit závazek, že vše vznikne z kamene a dalších materiálů domácí provenience.

### Stavební práce
Stavba začala 12. října 1885 a dokončena byla až v roce 1902. Realizace stavby stála 38 miliónů zlatých a trvala celých 17 let. Probíhala během turbulentní periody dějin hlavního města, kdy se stavělo téměř všude a dokončoval se velký počet veřejných budov. Během stavby pracovalo na velkém staveništi v průměru sedm tisíc lidí, ti přemístili 176 000 metrů krychlových zeminy. Byli z celého Uherska a různých národností, pracovali zde také Slováci. Vzhledem k velké hmotnosti celé stavby bylo nezbytné zbudovat nejprve velkou betonovou desku tak, aby se staveniště nesesouvalo a nehrozilo jeho zaplavení vodou z Dunaje.
Bylo použito 40 milionů cihel, půl milionu ozdobných kamenů a 40 kg zlata. V letech 1895–1902 vykonával funkci hlavního inspektora na stavbě Ján Nepomuk Bobula. Termín dokončení objektu se neustále prodlužoval. Původní měl být v roce 1896, nicméně již několik let dopředu bylo jasné, že toto dělníci nestihnou.  První slavnostní zasedání parlamentu v roce 1896 se konalo ještě v nedokončené budově. V roce 1902 se obě komory zalitavského parlamentu do objektu přestěhovaly, nicméně stavební práce skončily až o několik měsíců později.
Pro architekta Imre Steindla bylo nešťastné, že své dílo nikdy v konečné podobě nespatřil, protože před jeho dostavbou oslepl a krátce nato zemřel.

### Dokončená budova
Po svém dokončení se stal velmi rychle jedním ze symbolů země. První opravy budovy se uskutečnily v roce 1923. Od té doby bylo vždy na nějaké části rozsáhlého objektu umístěno lešení, což vysloužilo budově parlamentu pověst stavby, která je neustále někde opravována.
V roce 1929 byly v kanceláři předsedy Poslanecké sněmovny instalovány tři obrazy – jeden zobrazoval Jánose Hunyadiho, další Ference Kossutha a třetí Miklóse Horthyho. Třetí uvedený byl odstraněn v roce 1945 a nahradil jej obraz budovatelský, později odstraněný. Reprezentativní prostory pro maďarského prezidenta i předsedy vlády zde původně být umístěny neměly, vznikly zde nicméně po roce 1945 v souvislosti s dramatickými změnami v maďarské metropoli. 
V roce 1944 bylo rovněž rozhodnuto, že bude mít maďarský parlament jen jednu komoru, což vedlo víceméně k současnému uspořádání budovy.
V roce 1950 byla na vrchol budovy umístěna rudá hvězda. V noci byla nasvícena. Vydržela až do rok 1990 kdy byla na základě politických změn v Maďarsku odstraněna. Od roku 1992 ji nahrazuje replika původního symbolu.
Během maďarského povstání v roce 1956 byl parlament poškozen ostřelováním. Následné opravy sice skryly řadu děr po kulkách, několik ale zůstalo zachováno jako připomínka události.
Dne 23. října 1989 vyhlásil Mátyás Szűrös z balkonu parlamentu současnou maďarskou republiku (bez přídomku „lidová“ v názvu).
Od roku 2000 je v centrálním sále budovy vystavena veřejnosti rovněž i Svatoštěpánská koruna.
Na budově parlamentu nebyla vyvěšena Vlajka Evropské unie.
Roku 2014 byla provedena komplexní obnova celé budovy. Vyměněny byly také znaků jednotlivých měst, které stojí na budově. Součástí prací je také nové slavnostní nasvícení objektu.
V prvních dekádách 21. století byl opětovně hodnocen jako jedna z nejlepších světových památek.

## Popis
Komplex Országházu je 268 metrů dlouhý a 123 metrů široký. Jeho novorenesanční kopule je 96 metrů vysoká, což má symbolický význam, připomínající datum příchodů Maďarů do vlasti v roce 896. Dále má budova ještě 10 nádvoří, 27 bran (vchodů) a 29 schodišť. Zastavěná plocha činí 18 000 m2, vnitřní objem 473 000 m3. Celkem zde stojí 242 soch. Nápadné jsou rovněž dvě gotické věže, které stojí na dunajském průčelí budovy. Celková délka všech koberců v parlamentu činí 4,3 km.
Z hlediska vnitřního členění se skládá ze tří částí. Uprostřed je impozantní centrální sál s kupolí, ve kterém je uložena svatoštěpánská koruna a další korunovační klenoty. Na sever a jih od něj jsou zasedací sály (horní sněmovny a poslanecká sněmovna) a místnosti pro reprezentativní účely. Patří sem také prostory pro prezidenta republiky, předsedu vlády a Národního shromáždění. Vzhledem k tomu, že Maďarsko mělo v době výstavby dvoukomorový parlament, existují dvě do značné míry totožné zasedací místnosti. Budova stojí na betonové desce tvořící jeden celek. Půdorys má obdélníkový tvar, ze kterého vystupuje jen rizalit, jenž tvoří hlavní schody. 

### Centrální sál
Poloměr centrální haly činí 20 metrů, výška 27 metrů, kupoli tvoří síťová klenba. V areálech Horní sněmovny nicméně parlament nezasedá a využívají se především pro potřeby různých konferencí a veřejných akcí. Skutečností je fakt, že v době výstavby byl uherský sněm dvoukomorový a projekt odpovídal tehdejším potřebám. Celkem má budova 691 místností.

### Zasedací sály
Z centrální haly vedou dvoje dveře do obou zasedacích sálů původních obou komor uherského (dnes maďarského) parlamentu. Jedná se o horní sněmovnu a dnes poslaneckou sněmovnu. Tyto dva uvedené jsou do velké míry identické. Délka každého jednacího sálu je 25 metrů, šířka 23 metrů a výška 17 metrů. Sál Poslanecké sněmovny má výbornou akustiku. Většina nábytku a designových prvků je vyrobena ze slavonského dubu. Sedadla jsou uspořádána do tvaru podkovy v osmi řadách kolem hlavního pódia. Vnitřní řada sedadel s židlemi potaženými sametem je vyhrazena členům vlády. K dispozici je 438 kožených židlí pro členy parlamentu. Řečník a úředníci sedí u vyššího stolu. Na stěně za řečníkem je výmalba, která představuje symboly zalitavska a uherské panovníky. 
Sál bývalé horní sněmovny má stěny a koberce modré. To odkazuje na fakt, že v horní komoře byla zastoupena šlechta. Sochy zobrazují zemědělství a průmysl. Nástropní malby zde vytvořil Zsigmond Vajda. Ve vestibulu tohoto sálu se nachází umělecká díla, které vyrobila keramička Zsolnay z Pécsi. V místnosti je také největší evropský ručně vyrobený koberec.

### Schodiště
Po stranách hlavního schodiště vítají návštěvníky dvě sochy lvů. Skrz vstup lze vstoupit do haly Díszlépcső-csarnok („Ozdobných schodů”). Zde se nachází i bronzová busta architekta Steindla instalovaná v roce 1904. V této hale se nalézá i osm sloupů z červeného mramoru. Šest metrů vysoké sloupy původem ze Španělska jsou jedinečné v celé Evropě. V hale můžeme vidět množství maleb a malé sošky držící korunovační klenoty. Přes tuto halu se dostaneme do kupole.

### Dekorace exteriéru
Kromě uvedeného se zde nachází 16 soch významných panovníků včetně jejich znaků, díla reprezentující maďarskou historii. Na fasádě můžeme spatřit množství znaků, soch, pilířů, má mnoho balkónů, které se svými různorodými okny rovnoměrně dělí plochy stěn. Uvedené znaky (maďarsky címergaléria) zastupují jednotlivé tehdejší uherské župy, dále svobodná královská města a města s župním právem. V roce 1891 zde bylo 386 znaků (s výjimkou měst na území dnešního Chorvatska).
Ze strany od Dunaje se nachází hlavní průčelí, ale hlavní vstup se nalézá ze strany Kossuth Lajos tér (Náměstí Lajose Kossutha). 
Vnější stěny jsou zdobeny 88 plastikami maďarských náčelníků a králů, sedmihradských vojvodů, významných vojevůdců a dalších, kteří pozvedají zrak k 96 metrů vysoké kopuli, jež se tyčí nad symetrickými křídly budovy. Fresky v zasedacím sále zobrazují historický sněm z roku 1848 a korunovaci Františka Josefa I. roku 1867.

### Ostatní
Objekt parlamentu počítal i s potřebou chlazení vzduchu v horkých dnech, jsou zde dvě kašny a otvory, které nasávají chladný vzduch tak, aby byl přiváděn do zasedacích sálů. Některé z těchto otvorů byly později zazděny, jindy byl do nich umisťován led (především v letních měsících) pro ještě účinnější chlazení zasedacích sálů. Systém vytápění byl ve své době navržen jako nejmodernější v Evropě. Byl také jednou z budov nejdražších.
V dalších podlažích jsou umístěny kanceláře, knihovna se zhruba půl milionem svazků, spisovna, čítárna a místnosti pro novináře. 
Parlamentní budova má také několik návštěvnických centrem, vzhledem k tomu, že je významnou turistickou atrakcí. V budově také pracuje okolo 800 lidí.
Provoz budovy stojí ročně 3 miliony eur.

## Park
Budovu parlamentu obklopuje parková úprava náměstí Kossuth Lajos tér. V ní jsou umístěny sochy Lajose Kossutha a Františka II. Rákócziho. Události roku 1956 dále připomíná věčný plamen. 

## Zajímavosti
Budova parlamentu byla vyobrazena minimálně padesátkrát na různých poštovních známkách v první polovině 20. století.